# Деян Вълков
Деян Вълков е български художник от град Силистра.

## Биография
Завършва Софийската художествена гимназия през 1990 г. и Националната художествена академия, специалност Стенопис, през 2000 г.
Твори предимно в жанровете стенопис и живопис. Характерно в творбите му е използването на смесени техники, органични материали, пигменти, пепел, сажди, лепила, хартия, маслени бои, акрил.

## Изложби
Самостоятелни изложби (избрани)
- 2011 София, „Коледно пътешествие“ – А'Туин, The Mall
- 2009 София, Галерия Триадис
- 2008 Варна, Галерия Теди
- 2006 София, Галерия Триадис
- 2005 Пловдив, Галериа Лукас
- 2004 Ню Йорк, САЩ, WORLD ART EXPO Jacob K. Javits Конгрес център
- 2002 София, Галерия Витоша
- 2002 Силистра, Градска художествена галерия
- 2002 Варна, Галерия Теди
- 1999 София, Галерия Витоша
- 1997 София, Галерия 11

Общи изложби (избрани)
- 2011 София, Изложба-конкурс за специализация в ателиетата на Cité Internationale, Париж
- 2010 София, Изложба „Национални награди на Алианц България“
- 2009 София, Съвременното изкуство, Галерия „Шипка“ 6
- 2008 Пловдив, Галерия Аспект
- 2005 София, Обща национална изложба
- 2004 Ню Йорк, САЩ
- 2002 София, Обща национална Изложба
- 2000 Острава, Чехия
- 2000 София, Национална младежка изложба
- 2000, София, Галерия „Шипка“ 6